# Montezemolo
Montezemolo (piemontiul: Monzemo) település Olaszországban, Piemont régióban, Cuneo megyében. Lakosainak száma 229 fő (2023. január 1.). Montezemolo Camerana, Castelnuovo di Ceva, Cengio, Priero, Roccavignale, Sale delle Langhe és Saliceto községekkel határos.

## Népesség
A település lakossága az elmúlt években az alábbi módon változott:
| Lakosok száma | 261  | 252  | 229  |
|               | 2017 | 2018 | 2023 |